# Ierland op de Olympische Zomerspelen 1924
Ierland deed, destijds onder de naam Ierse Vrijstaat, voor het eerst als onafhankelijk land mee aan de Olympische Spelen tijdens de Olympische Zomerspelen 1924 in Parijs, Frankrijk.

## Deelnemers en resultaten

### Atletiek
| Olympiër          | Discipline             | Resultaat   | Prestatie                                       |
| ----------------- | ---------------------- | ----------- | ----------------------------------------------- |
| William Lowe      | 100m (m)               | series      | serie 12: 4de                                   |
| Sean Lavan        | 200m (m)               | kwartfinale | serie 16: 1ste in 23,2 kwartfinale 2: 4de       |
| William Lowe      | 200m (m)               | kwartfinale | serie 7: 2de in 23,0 kwartfinale 5: 5de         |
| Sean Lavan        | 400m (m)               | 16e         | serie 8: 2de in 51,2 kwartfinale 6: 4de in 49,8 |
| Norman MacEachern | 800m (m)               | 15e         | serie 6: 2de halve finale 2: 5de in 1.58,3      |
| John Ryan         | 10000m (m)             | DNF         | niet gefinisht                                  |
| Sean Kelly        | 3000m steeplechase (m) | series      | serie 2: 7de                                    |
| John O'Connor     | hink-stap-springen (m) | 10e         | kwalificatie groep 2: 5de met 13,99m            |
| Larry Stanley     | hoogspringen (m)       | 10e         | kwalificatie groep 2: 4de met 1,80m             |
| John O'Grady      | kogelstoten (m)        | 17e         | kwalificatie groep 1: 8ste met 12,75m           |
| Paddy Bermingham  | discuswerpen (m)       | 11e         | kwalificatie groep 3: 4de met 40,42m            |
| William Shanahan  | tienkamp (m)           | 19e         | 5426,68 punten                                  |
| John Ryan         | veldlopen (m)          | DNF         | niet gefinisht                                  |

### Boksen
| Olympiër        | Discipline  | Resultaat | Prestatie |
| --------------- | ----------- | --------- | --- |
| Myles McDonagh  | -50,8kg (m) | 9e        | 1ste ronde: vrij 2de ronde: V van ESP Biete: punten |
| Robert Hilliard | -53,5kg (m) | 9e        | 1ste ronde: vrij 2de ronde: V van ARG Pertuzzo: punten |
| Mossy Doyle     | -57,2kg (m) | 17e       | 1ste ronde: V van USA Fields: punten |
| James Kelleher  | -61,2kg (m) | 17e       | 1ste ronde: V van USA Rothwell: punten |
| Patrick Dwyer   | -66,7kg (m) | 4e        | 1ste ronde: W van GBR Basham: punten 2de ronde: W van NED Cornelissen: punten kwartfinale: W van SUI Stauffer: knock-out halve finale: V van ARG Méndez: scheidsrechterlijke beslissing bronzen finale: V van CAN Lewis: walk-over |
| John Kidley     | -79,4kg (m) | 9e        | 1ste ronde: vrij 2de ronde: V van NOR Sørsdal: scheidsrechterlijke beslissing |
| William Murphy  | -66,7kg (m) | 5e        | 1ste ronde: vrij 2de ronde: W van POL Nowak: punten kwartfinale: V van CAN Black: punten |

### Tennis
| Olympiër                            | Discipline     | Resultaat | Prestatie |
| ----------------------------------- | -------------- | --------- | --- |
| William Ireland                     | enkelspel (m)  | 65e       | 1ste ronde: V van BEL Halot: 1-6, 4-6, 4-6                                                                        |
| Edwin McCrea                        | enkelspel (m)  | 65e       | 1ste ronde: V van SUI Debran: 4-6, 4-6, 0-6                                                                       |
| William Ireland Edwin McCrea        | dubbelspel (m) | 33e       | 1ste ronde: V van SUI Debran/Hanns Syz: 6-4, 2-6, 2-6, 6-1, 4-6                                                   |
|                                     |                |           | |
| Rebecca Blair-White                 | enkelspel (v)  | 17e       | 1ste ronde: vrij 2de ronde: V van ITA Gagliardi: 6-4, 5-7, 2-6                                                    |
| Mary Wallis                         | enkelspel (v)  | 33e       | 1ste ronde: V van GBR Covell: 6-3, 0-6, 2-6                                                                       |
|                                     |                |           | |
| Rebecca Blair-White William Ireland | dubbelspel (g) | 17e       | 1ste ronde: V van GBR Covell/Godfree: 2-6, 4-6                                                                    |
| Edwin McCrea Mary Wallis            | dubbelspel (g) | 5e        | 1ste ronde: vrij 2de ronde: W van IND Polley/Jacob: 9-7, 4-6, 9-7 kwartfinale: W van GBR McKane/Gilbert: 1-6, 5-7 |

### Voetbal
| Olympiër | Discipline | Resultaat | Prestatie                                                                         |
| --- | ---------- | --------- | --------------------------------------------------------------------------------- |
| Paddy Reilly Bertie Kerr Jack McCarthy Thomas Murphy John Thomas John Joe Dykes Tommy Muldoon Christy Robinson Ernest McKay Charlie Dowdall Paddy Duncan Frank Ghent Johnny Murray Michael Farrell Joe Kendrick Dinny Hannon John Lea Frank Heaney Robert Cowzer Ernie Crawford Th. Aungier J. Healy | mannen     | 5e        | 1ste ronde: vrij 2de ronde: W van Bulgarije: 1-0 kwartfinale: Vvan Nederland: 1-2 |

### Waterpolo
| Olympiër | Discipline | Resultaat | Prestatie                                                 |
| --- | ---------- | --------- | --------------------------------------------------------- |
| Charles Barrett James Beckett James Brady John Convery Cecil Fagan Charles Fagan Norman Judd John O'Connor Michael O'Connor Noel Purcell | mannen     | 5e        | 1ste ronde: vrij kwartfinale: Vvan Tsjecho-Slowakije: 2-4 |

Argentinië · Australië · België · Brazilië · Brits-Indië · Bulgarije · Canada · Chili · Cuba · Denemarken · Ecuador · Egypte · Estland · Filipijnen · Finland · Frankrijk · Griekenland · Groot-Brittannië · Haïti · Hongarije · Ierland · Italië · Japan · Joegoslavië · Letland · Litouwen · Luxemburg · Mexico · Monaco · Nederland · Nieuw-Zeeland · Noorwegen · Oostenrijk · Polen · Portugal · Roemenië · Spanje · Tsjecho-Slowakije · Turkije · Uruguay · Verenigde Staten · Zuid-Afrika · Zweden · Zwitserland